# Liatongus denticornis
Liatongus denticornis är en skalbaggsart som beskrevs av Leon Fairmaire 1887. Liatongus denticornis ingår i släktet Liatongus och familjen bladhorningar. Inga underarter finns listade i Catalogue of Life.